# Syllitus brimblecombei
Syllitus brimblecombei là một loài bọ cánh cứng trong họ Cerambycidae.